# Въоръжени сили на Малави
Националната армия на Малави включва Сухопътни войски, към които има Въздушно крило и малка флотилия. Към армията се причисляват и полицейските служби.